# QI

QI o Quite Interesting (QI o Muy interesante, la abreviatura deliberadamente indica a IQ al revés) es un programa de televisión británico de BBC, presentado inicialmente por Stephen Fry y actualmente por Sandi Toksvig y compuesto por un panel de comediantes. QI fue emitido por primera vez en 2003 y sigue en antena en 2025.
Es una especie única de concurso: las preguntas que Fry hace a los invitados están diseñadas para ser imposibles de responder, así que no se espera que los invitados sean capaz de responderlas. A consecuencia, las respuestas en su mayoría son incorrectas, pero se otorgan puntos por las respuestas interesantes, creativas, divertidas, y se descuentan puntos por respuestas aburridas y obvias. Entonces, si alguien termina con un resultado positivo, puede estar orgulloso de su desempeño, y no de su sabiduría extraordinaria.

## El ideal y los héroes

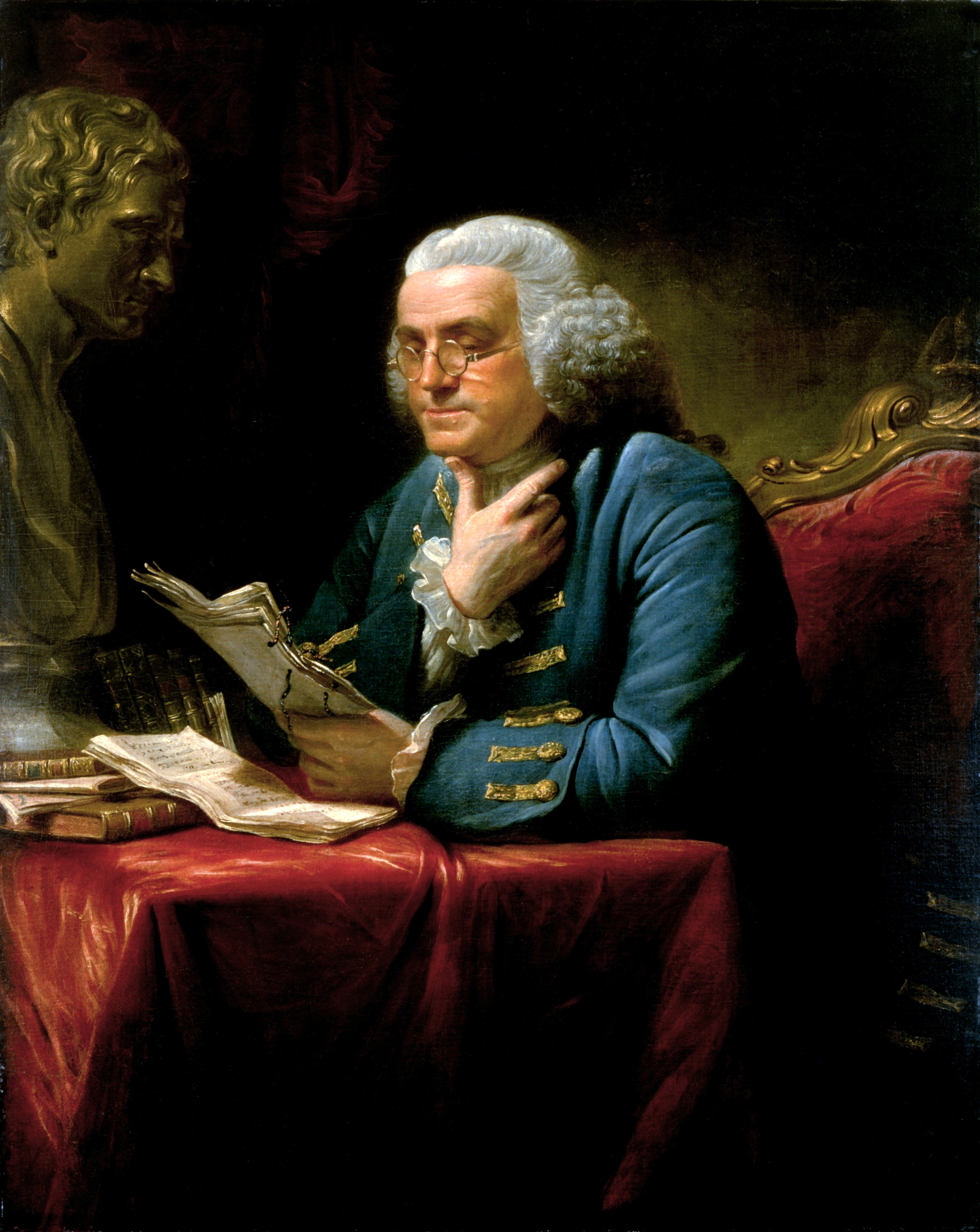
Benjamin Franklin.

"Dicen que los impulsos primarios son la comida, el sexo y la vivienda. QI dice que existe un cuarto: la curiosidad."
La curiosidad es lo esencial. El programa tiene el fin de combatir la pasividad intelectual en la vida cotidiana de los espectadores y sugerirlos una alternativa activa de ver al mundo. Sus principios son modelados de acuerdo con ideales de los héroes de QI, cuyas vidas fueron intensamente vividas gracias a los impulsos de la curiosidad. Los héroes son los siguientes: Plinio el Viejo, compilador de la primera enciclopedia, Aristarco de Samos, matemático de la Antigua Grecia, y Benjamín Franklin, científico y filósofo estadounidense.

## El universo de QI
El universo de QI no consiste solamente en series de televisión, pero también en emisiones de radio llamadas Museum of Curiosity ("El Museo de la Curiosidad"), libros que contienen las informaciones discutidas y el foro de charla. Las series de programas QI normalmente duran 30 minutos y son marcadas con las letras en el orden alfabético. Particularmente, las series A, o sea, el conjunto de emisiones de la temporada A, abarcan temas de cosas que empiezan con la A, y así son nombradas como Adam, Astronomy, Aquatic Animales, Atoms, etc.
A continuación, los libros QI contienen hechos y aclaraciones que han aparecido en el programa, incluyendo ideas populares falsas. El primer libro fue publicado en 2006 con el título The Book of General Ignorance. Otros títulos son: QI Book of the Dead, Advanced Banter, 1227 QI Facts to Blow Your Socks Off, If Ignorance is Bliss..., etc. Por último, el sitio web de QI tiene un foro grande, con aproximadamente 13.500 miembros. El foro contiene varias secciones, incluyendo Quite Interestrings ("Muy interesante") para temas generales,Series Talk ("Discusión sobre series"), que se dedica a diferentes series, y Forum of General Ignorance ("Foro de Ignorancia General"), dedicado a las cosas que son a menudo malentendidas por la mayoría de la gente.

## El equipo

### El equipo detrás del telón
- John Lloyd

QI es la creación de John Lloyd, escritor y productor de comedia, como por ejemplo de Blackadder, Not The Nine O'Clock News y Spitting Image. Colaboró también en Guía del autoestopista galáctico y Mr. Bean, haciendo papeles importantes como actor. Durante su vida ha trabajado intensamente, especialmente durante la década de 1980 cuando no comía almuerzo y dormía durante cuatro horas por noche. Así ganó un montón de premios, pero quedó agotado. Luego, en 1993, John llegó a la conclusión que en realidad sabe muy poco sobre el mundo – o más bien que “había un paisaje de conocimientos fascinantes "allá afuera" que él nunca realmente había pisado.”. En consecuencia, nació QI, que pretende a embarcar ese paisaje con John en el papel de su director, productor, coautor de los libros y presentador del Museum of Curiosity.
- John Mitchinson

John Mitchinson es la cabeza de la investigación y de la creación de la base de datos de QI, y es también el coautor de la serie de libros. Los dos hombres, Mithinson y Lloyd, se conocen como los dos Johnes y son los controladores principales de QI. Mitchinson, que he trabajado como director de marketing en librería británica Waterstone's, he fundado una librería en el edificio de QI.
- Piers Fletcher

Es también un productor de la televisión británica y un investigador de QI, que es principalmente responsable de la formación de las cuestiones. También se le dio el cargo de tratar las quejas de los espectadores a través de escribir respuestas y declaraciones.
- Sarah Lloyd

Es la redactora jefa, responsable de la edición y publicación de los libros QI.
- Los Elfos QI

Los Elfos hacen la investigación, escriben preguntas y asisten a las grabaciones preparados a aclarar potenciales dudas. El grupo se puede poner en contacto con el presentador durante el programa para ofrecer información verificada. Además, se ocupan de los sitios web y foros de charla. Representan un equipo bastante flexible y abierto, ya que las personas encargadas cambian y todos aquellos que participan en los foros, eventualmente pueden obtener ese trabajo.

### Estrellas de la pantalla

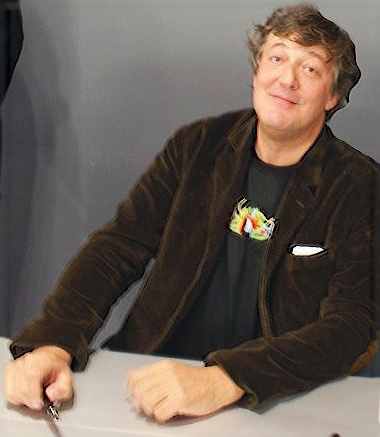
Stephen Fry.

- Stephen Fry Stephen Fry.
- Sandi Toksvig Sandi Toksvig.

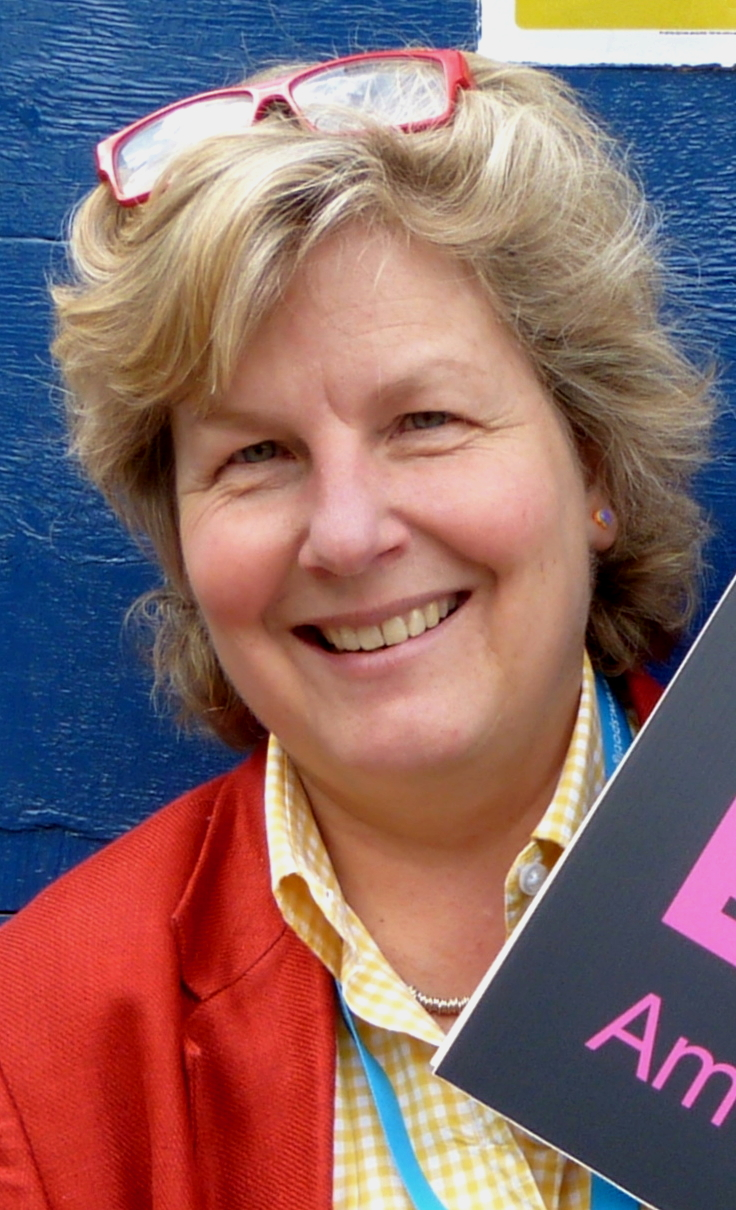
Sandi Toksvig.

El Mastermind o Supreme Fiendish Question Master (Amo Supremo Demoníaco de las Preguntas), el presentador y el juez de este panel de comediantes era Stephen Fry, el nombre clave del humor británico. Desde 2016 este papel lo ejerce Sandi Toksvig Sandi tiene el papel principal: es quien irrevocablemente decide si las respuestas son interesantes o no, y según su opinión otorga y descuenta puntos. Además, su tarea es dar estímulo a los participantes para que el imposible debate sobre preguntas imposibles empiece.
- Los invitados

Hay cuatro participantes que responden a las preguntas. Uno de ellos está presente en todas las emisiones. Los demás son elegidos entre cómicos, actores, escritores, locutores, poetas y científicos. A ningún invitado se le dan las respuestas de antemano.

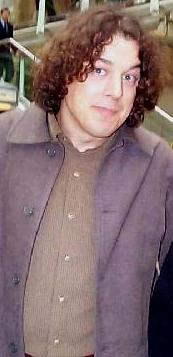
Alan Davies.

Alan Davies: está permanentemente en el equipo y representa el contrapunto intelectual: sus ideas son totalmente previstas y obvias. Sin embargo, Alan no tiene vergüenza. Sus respuestas pueden revelar su ignorancia general, pero les elabora con humor y eso es lo que hace su papel tan significativo.
Otros: Jo Brand, Phill Jupitus, Sean Lock, Bill Bailey, Hugh Laurie, Rich Hall, Jimmy Carr, Clive Anderson, David Mitchell, Rob Brydon, Dara Ó Briain, John Sessions, Jeremy Clarkson, Andy Hamilton, Danny Baker, Sandi Toksvig, Ronni Ancona, Jack Dee, Jeremy Hardy, Vic Reeves, Johnny Vegas, Ross Noble, Arthur Smith, Linda Smith, Mark Steel, Gyles Brandreth, Hugh Dennis, Howard Goodall, Charlie Higson, Phil Kay, Fred MacAulay, Lee Mack, Doon Mackichan, Rory McGrath, Graham Norton, Sue Perkins, Liza Tarbuck, entre otros.

## El escenario
El escenario fue diseñado por Jonathan Paul Green que también he hecho el escenario para Mock the Week o Top Gear. Los invitados en el estudio están sentados en un escritorio grande que parece un semicírculo, el presentador tiene el puesto central. Cada participante tiene un buzzer, un botón en la mesa con cuyo sonido anuncia sus respuestas. Detrás de ellos hay pantallas grades que muestran imágenes de las cosas discutidas o mensajes de aviso sobre una respuesta incorrecta.
No obstante, la mayor importancia tiene la espiral en el escritorio del presentador. Está hecho uniendo a los líneas de varios rectángulos, lo que se parece a la espiral de Fibonacci, que a su vez se parece mucho a la espiral dorada. La espiral dorada está construida a través del concepto de número áureo (1:1.618) con que se determina la tasa a la que la espiral sale del centro. Sin embargo, las series de Fibonacci unen las esquinas de los rectángulos para obtener la proporción áurea. Las dos espirales están bastante cerca para ser casi idénticas. Se vuelven más y más parecidas mientras los números suben, pero no son idénticas.

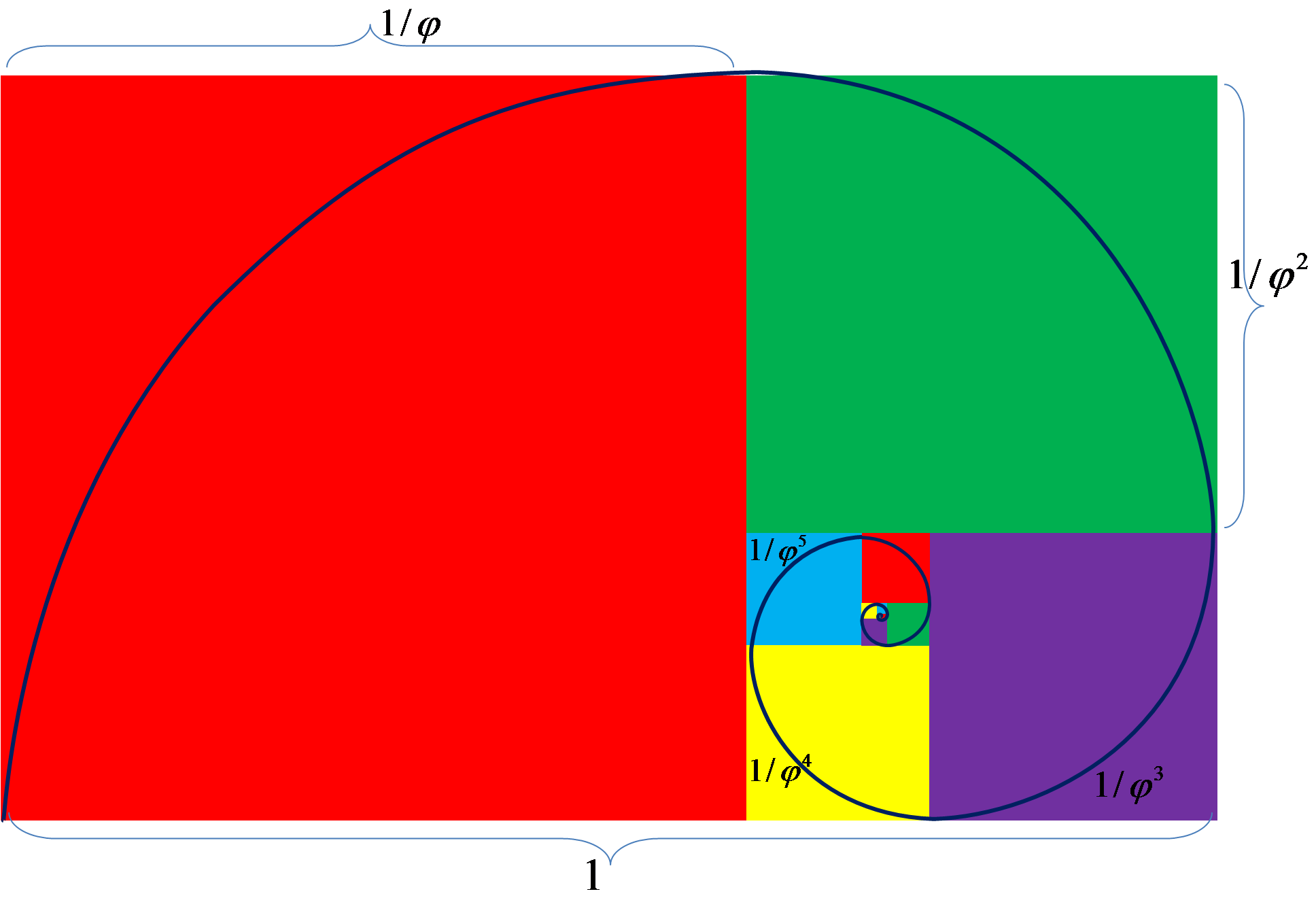
La proporción áurea.

De hecho, si observamos atentamente, comprobamos que Jonathan ha diseñado a lo que solamente parece ser una espiral de Fibonacci. Los coeficientes de los rectángulos son 1,24 a 1 (central) y 1,76 a 1 (exterior), lo que no está ni cerca a la proporción áurea. Jonathan dijo que tal composición fue necesaria a fin de que el conjunto fuera estéticamente más agradable.
De todos modos, lo que realmente cuenta es la idea de la espiral dorada, ya que es representada en la naturaleza y significa infinidad. Esto concuerda con la infinidad de lo que se puede saber sobre el mundo. Así, gráficamente simboliza el desempeño intelectual imposible del juego QI.

## El juego

### Ganar puntos QI
- Lo interesante

Los puntos QI se otorgan para contribuir interesantes informaciones, y finalmente, también por ofrecer la respuesta correcta, ya que los detalles en búsqueda pertenecen a la esfera de lo interesante porque parecen diminutos y de poca importancia. Particularmente, se enfocan detalles de cosas, hechos, acontecimientos o conceptos abstractos que uno sin estar estudioso en el campo científico en cuestión, no puede conocer.
De todos modos, QI no se basa en informaciones triviales, al contrario, trata de encontrar conexiones y patrones ocultos de la realidad. Los piececitos de sabiduría generalmente no descubierta se muestran muy importantes, ya que en varios casos pueden ser claves para obtener la imagen más grande y más clara del mundo.
De esta manera, QI trata extirpar los mitos urbanos, clichés y estereotipos que se pueden acumular en las mentes, y anima a cuestionar todo el conocimiento que se acumula desde infancia.
“Vivimos, dicen, en la era de la información, sin embargo, casi ninguno de los datos que poseemos es cierto. Los esquimales no rozan sus narices. El rickshaw fue inventado por un americano. Juana de Arco no era francesa. Lenin no era ruso. El mundo no es sólido, se hace del espacio vacío y la energía, y los haggis, whisky, gachas, tartanes y faldas escocesas no son escoceses. Así que estamos parados, en silencio, en el pico del Darién: un vasto, rebosante e inexplorado territorio esta esperándonos.”
- Lo ingenioso

Es imprescindible la capacidad de ser hombre de todas sillas en el juego. Las preguntas son difíciles de contestar y por eso QI alienta a que los participantes admiten que no saben todo y se ponen en ridículo. Lo crucial es que, en tal situación, los invitados usan imaginación y humor para elaborar las respuestas. Así, surgen las conversaciones de libre pensamiento y se comparten anécdotas chistosas. Esto implica, que si alguien termina con montón de puntos, puede ser por su elocuencia.
Para ilustrar, podemos observar el acontecimiento comentado en el programa: una anciana asalta al filósofo y psicólogo William James después de haber dado una conferencia sobre el sistema solar:
"Señor James", dice la anciana, "no es verdad que vivimos en una bola girando alrededor del sol, vivimos en un pedazo de tierra colocado en la espalda de una tortuga gigante." "Si su teoría es correcta, señora", responde James con cortesía,"¿qué es lo que mantiene a la tortuga en pie?" "Otra tortuga mucho más grande, ¡por supuesto!", gruñe la señora."Pero, ¿qué sostiene a esa?" presiona el profesor. "No vale la pena, señor James", resopla la vieja triunfalmente,"¡hay tortugas hasta el final!"
- Lo lascivo El World Pride y Stephen.

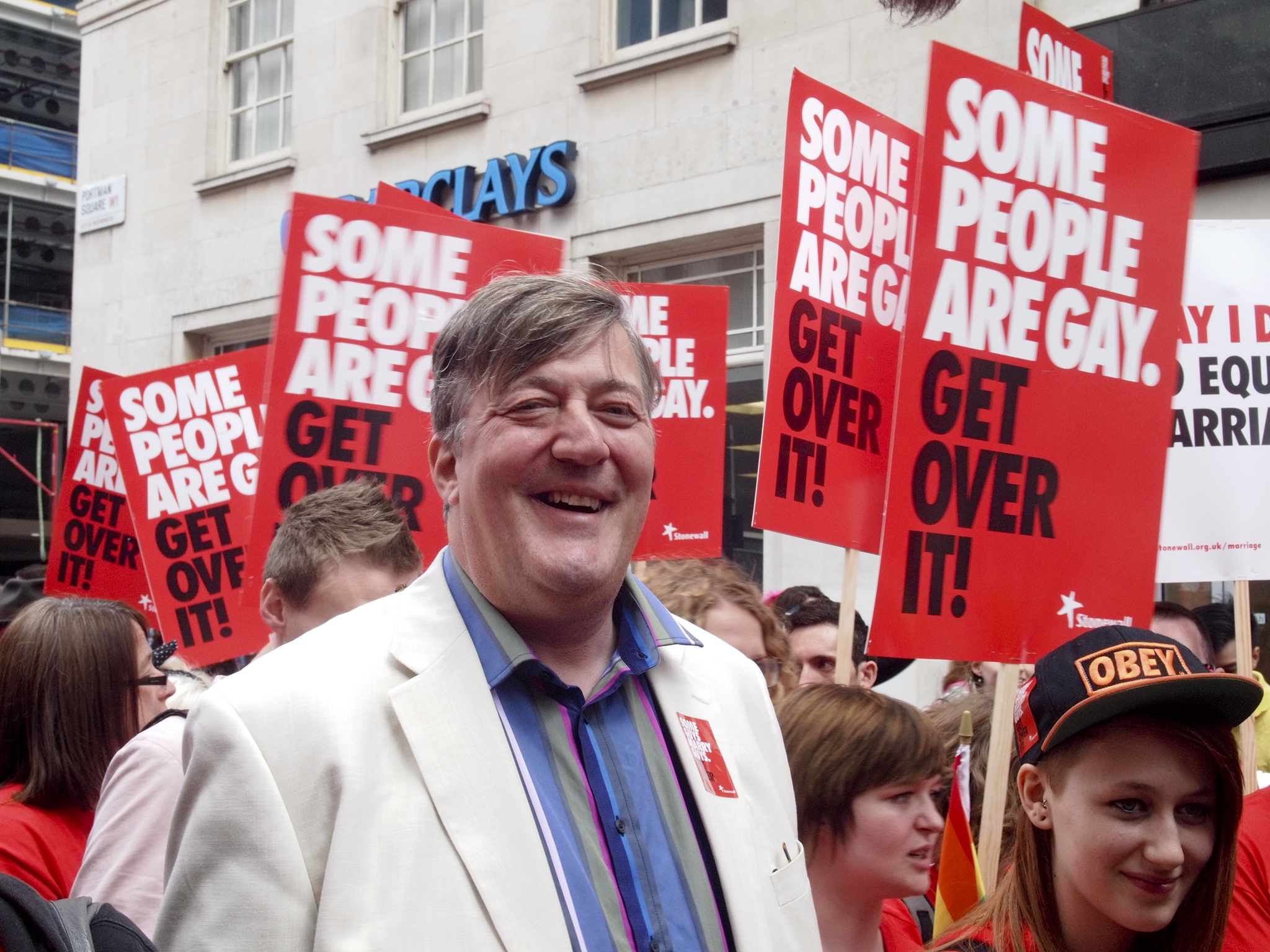
El World Pride y Stephen.

Las preguntas y la iniciativa del presentador de inclinación homosexual animan conversaciones libre sobre el sexo y lo lascivo, evitando y destruyendo a los prejuicios. Se aprecian mucho las contribuciones a la aceptación social de los temas tabú. Así, se pueden desarrollar debates obscenos, pero equilibrados con humor. Los órganos genitales, por ejemplo, como puntos de partida, reciben mucha atención en el programa:
“Quizás no sea una sorpresa que la ballena azul tiene un pene de dieciséis pies, pero me pregunto quién podría saber que el armadillo sea el orgulloso propietario de pene midiendo casi tres cuartas partes de la longitud de su cuerpo. O que el macho tijereta tenga un pene de reserva (si sirve para emergencias o para obtener placer añadido, no está claro). Y luego, que el canguro pueda contar con sus tres vaginas, que el falo de la abeja sea explosivo... hay tanto para averiguar...”

### Perder puntos QI
Se pierden los puntos para cada evidente e incorrecta respuesta. Las normas de lo evidente son predeterminadas. Existe una colección de tarjetas con potenciales respuestas hechas para cada pregunta, que el presentador guarda en su escritorio. Esas tarjetas se muestran a los miembros del grupo en el momento de la pronunciación de la respuesta desfavorable, en el mismo tiempo apareciendo en las pantallas grandes detrás de ellos. Inevitablemente, se anuncia también la secuencia de sirenas en alta voz, fuertes luces parpadeantes y gritos desesperados de Sandi Toksvig.